# Polônia nos Jogos Olímpicos de Inverno de 1936
A  Polônia competiu nos Jogos Olímpicos de Inverno de 1936, em Garmisch-Partenkirchen, na Alemanha.